# Polyploidi
Polyploidi er betegnelsen for en tilstand, hvor celler og organismer rummer mere end to ensartede sæt af kromosomer. Polyploide former benævnes efter antallet af kromosomsæt i kernen: triploide (tre sæt; 3x) tetraploide (fire sæt; 4x), pentaploide (fem sæt; 5x), hexaploide (seks sæt; 6x) osv.
Et ulige antal kromosomsæt kan dog ikke nedarves stabilt, da der under meiose (kønscelledannelsen) sker en halvering af antallet af kromosomsæt i hver kønscelle.
Polyploidi kan deles i to former: Allopolyploidi, hvor de to forældreorganismer er fra forskellige arter, og autopolyploidi hvor de er fra samme art (eller måske endda samme organisme). Begge former er ret almindelige hos planter. En del af vore dyrkede landbrugsplanter er polyploider. Raps (Brassica napus) er fx en allotetraploid mellem Brassica campestris og Brassica oleracea (rapa). (Se 'Triangle of U' på den engelske udgave af Wikipedia). Almindelig hvede (Triticum aestivum) er en allohexaploid mellem tre vilde arter af hvede.
Polyploidi kan føre til at selv meget nært beslægtede arter har meget forskelligt antal kromosomer. Et ekstremt eksempel er slægten Crocus, hvor kromosomtallet varierer fra 6 til 64.
I visse tilfælde er ikke alle kromosomer dobbelte, og den tilstand kaldes aneuploidi. Hos normale, dvs. diploide, organismer kan der forekomme spontane afvigelser, som ofte er fremkaldt af hæmmet celledeling.